# Arbeitsberechtigung
Die Arbeitsberechtigung war in der DDR ein Nachweis über die Befähigung von  Werktätigen zur Ausführung von Arbeiten, die nach den Rechtsvorschriften eine besondere Befähigung erforderten (§ 214 Arbeitsgesetzbuch (AGB)).
Die Arbeiten, zu deren Ausführung eine Arbeitsberechtigung erforderlich war, waren in der Regel in Standards auf dem Gebiet des Gesundheits- und Arbeitsschutzes sowie Brandschutzes, in den Arbeitsschutzanordnungen (ASAO) oder der Brandschutzanordnung (BAO) ausdrücklich genannt. Es handelte sich um Arbeiten, die wegen der spezifischen Arbeitsmittel oder Arbeitsverfahren oder der Besonderheit der Arbeitsstätten (z. B. Kranfahrer, Schweißer) zusätzliche Qualifikationsanforderungen im Gesundheits- und Arbeitsschutz erforderten. 
Der Betrieb durfte daher diese Arbeiten im Interesse sicherer und gesunder Arbeitsbedingungen nur Werktätigen übertragen, die eine entsprechende Arbeitsberechtigung besaßen. Er hatte dazu die erforderlichen Qualifikationsmaßnahmen durchzuführen gemäß § 13 ASVO (1) und in deren Ergebnis die Arbeitsberechtigung in Form eines schriftlichen Nachweises (Berechtigungsnachweis, -schein, -erlaubnis, -pass oder Ähnliches) zu erteilen. 

## Hinweise
- (1) ASVO: Arbeitsschutzverordnung – ASVO – vom 1. Dezember 1977, (GBl I 1977 Nr. 36 S. 405)